# (300029) 2006 UM100
(300029) 2006 UM100 es un asteroide perteneciente al cinturón de asteroides, descubierto el 18 de octubre de 2006 por el equipo del Spacewatch desde el Observatorio Nacional de Kitt Peak, Arizona, Estados Unidos.

## Designación y nombre
Designado provisionalmente como 2006 UM100.

## Características orbitales
2006 UM100 está situado a una distancia media del Sol de 3,043 ua, pudiendo alejarse hasta 3,290 ua y acercarse hasta 2,795 ua. Su excentricidad es 0,081 y la inclinación orbital 12,52 grados. Emplea 1939,00 días en completar una órbita alrededor del Sol.

## Características físicas
La magnitud absoluta de 2006 UM100 es 16.